# Sint-Nicolaaskerk (Aken)
De Sint-Nicolaaskerk (Duits: Kirche St. Nikolaus) is een voormalige franciscaner kloosterkerk in het centrum van de Duitse stad Aken. De geschiedenis van de kerk gaat terug tot 1005 en is daarmee een vroege aan Nicolaas van Myra gewijde kerk. Het kerkgebouw bevindt zich op het kruispunt Großkölnstraße – Minoritenstraße bij de Barbarossamuur, de binnenste ring van de dubbele stadsommuring van Aken. De kerk is een beschermd monument.

## De Sint-Nicolaas als kloosterkerk

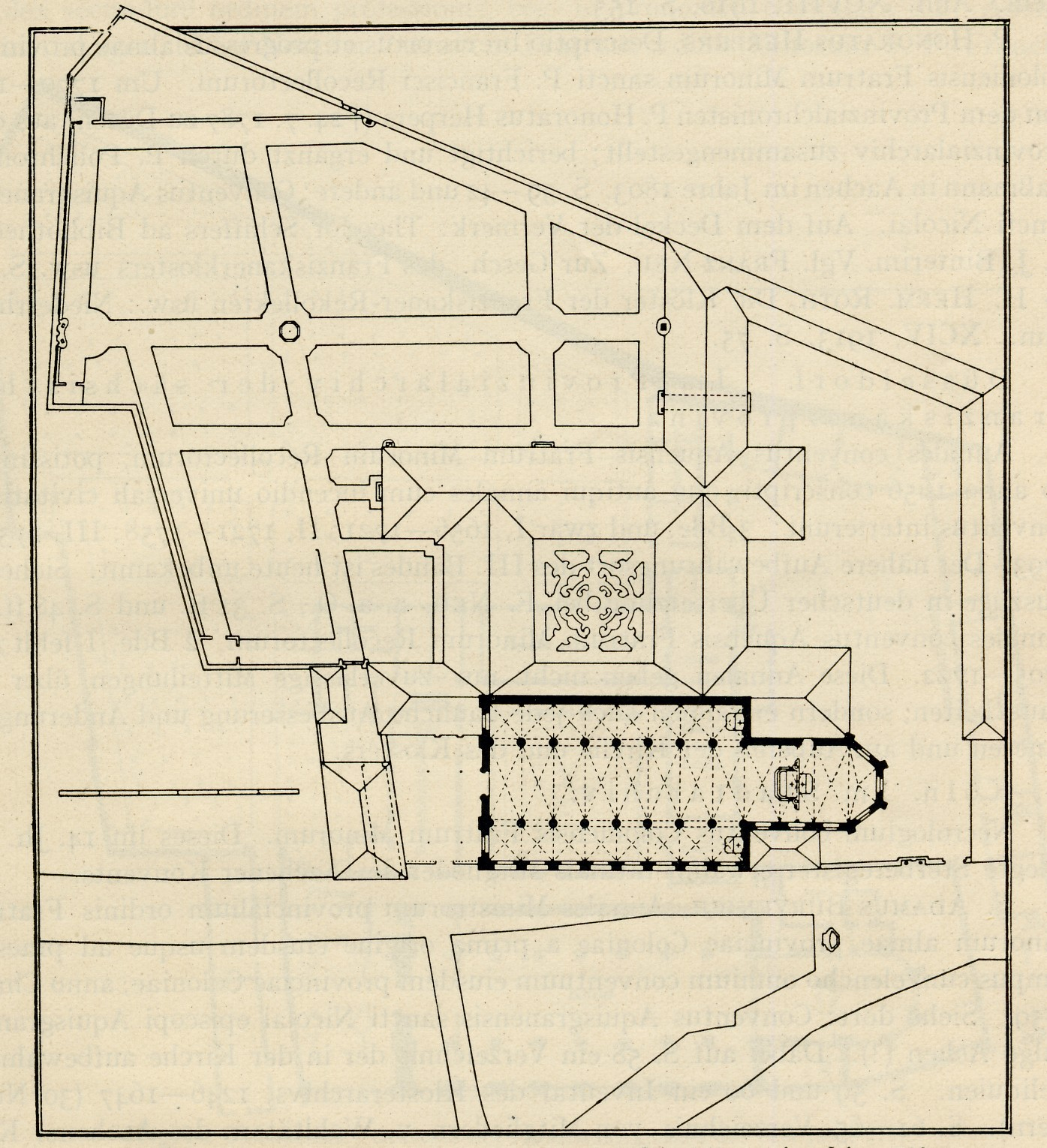
Plattegrond van klooster en kerk in 1732

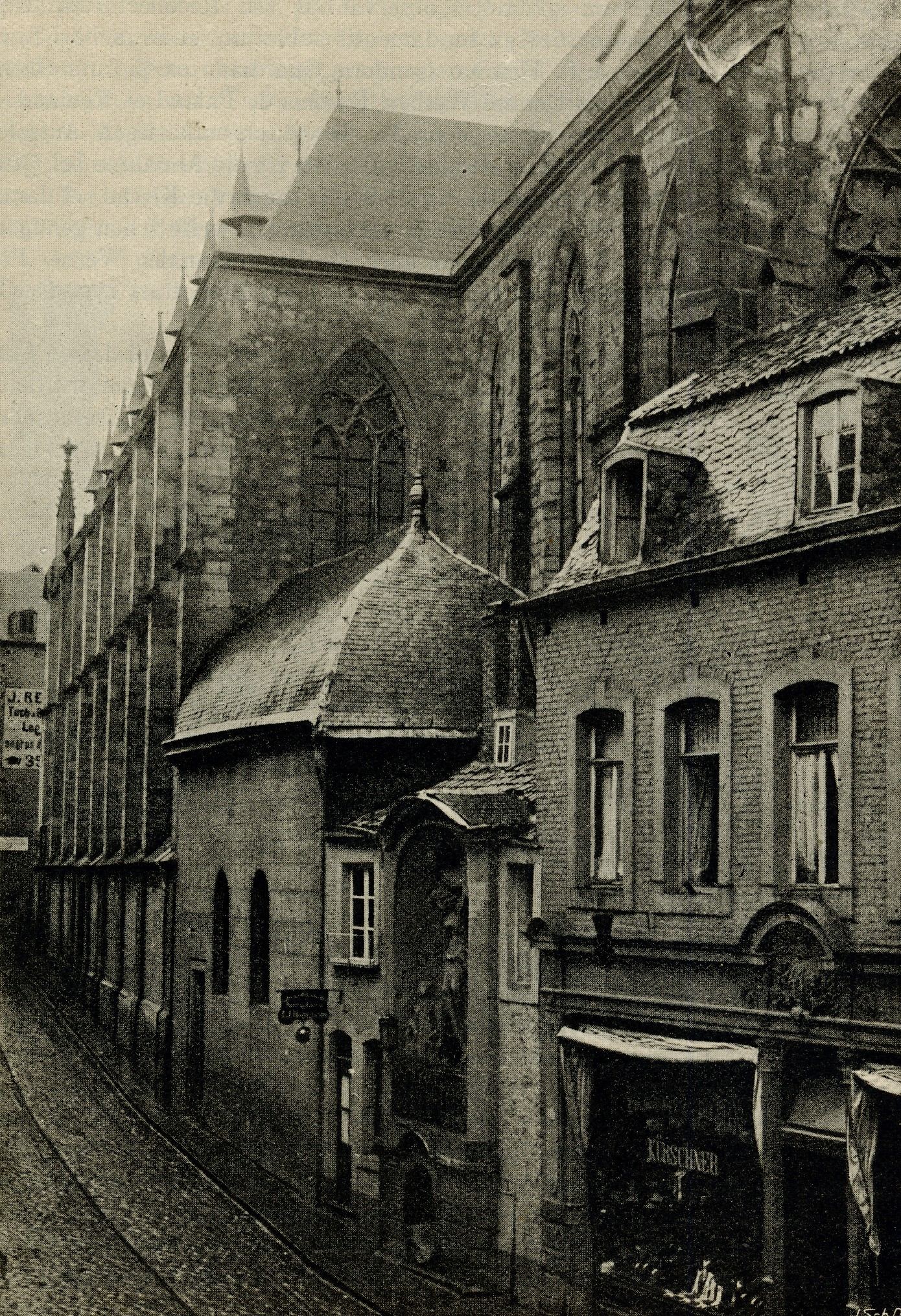
De tegen het einde van de 19e eeuw afgebroken barokke Loretokapel

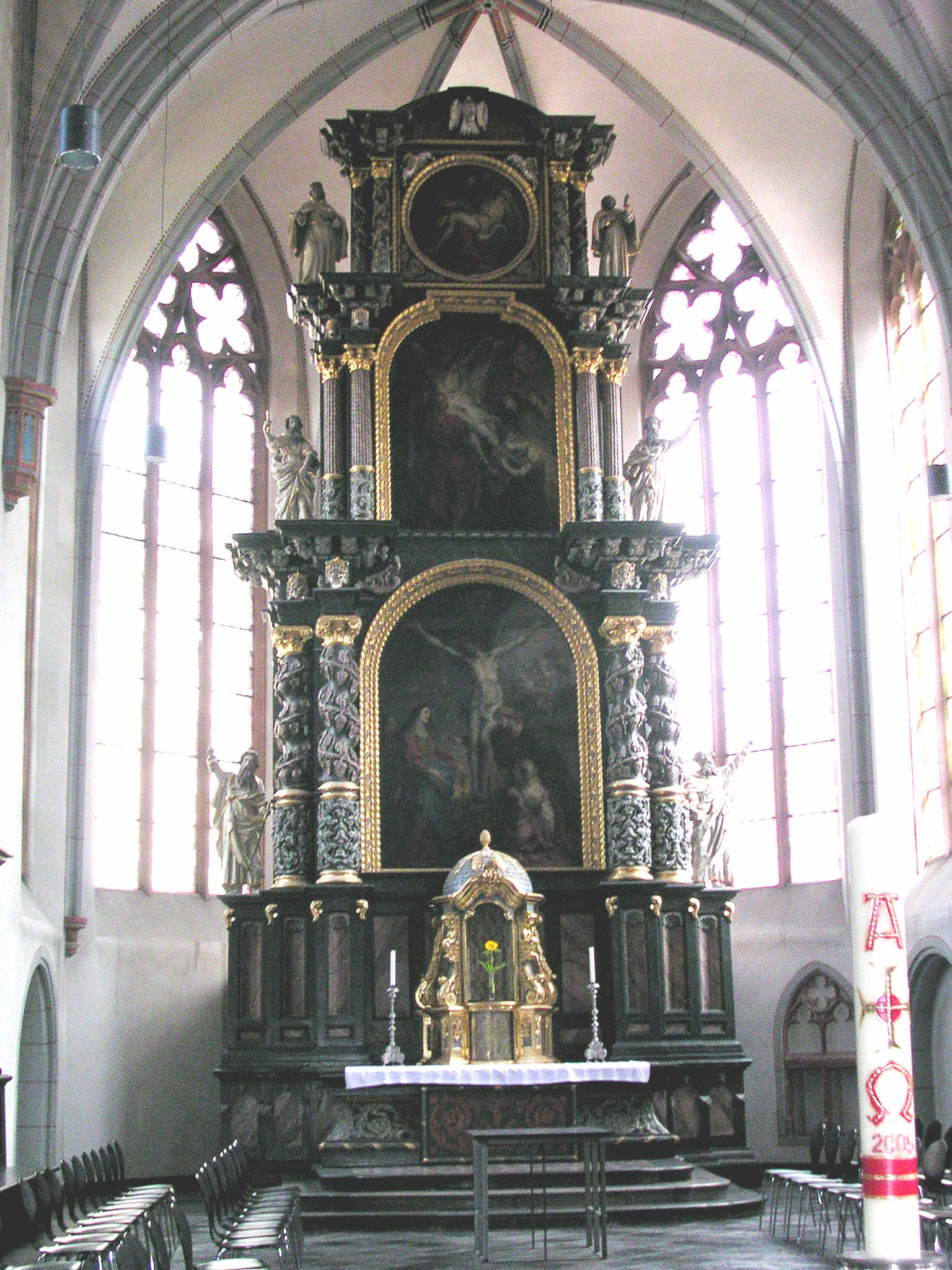
Het door vuurwerk verwoeste hoogaltaar

Op zaterdag 6 juli 1005 liet keizer Hendrik II in de rijksstad Aken aan de rand van het Marktplein langs de handelsweg naar Keulen een kapel stichten. Deze kapel werd in 1234 door minorieten overgenomen, een tak van de franciscaner orde, die er in de volgende decennia een kloostercomplex bijbouwden. Na een tijd werd deze kapel te klein en vervangen door een kerkgebouw in gotische stijl, die op 6 december van het jaar 1327 door de prins-bisschop van Luik, Adolf II van der Mark, werd ingewijd.
Slechts zes jaar later werd de kerk door een eerste brand aanzienlijk beschadigd, maar er volgde spoedig herstel. De orde was geliefd en groeide voortdurend, hetgeen resulteerde in een verdere uitbouw van het klooster en de kerk. In 1390 werd het koor met een derde travee naar het oosten verlengd.
In 1628 werd het intussen bouwvallig geworden klooster gesloopt en op maandag, 22 april 1630 volgde de eerstesteenlegging voor nieuwbouw. Ter gelegenheid hiervan schonk een zekere vrijheer Van Pallandt het drieledige hoogaltaar,  waarin drie altaarschilderijen werden geïntegreerd, die werden toegeschreven aan Abraham van Diepenbeeck, een leerling van Peter Paul Rubens. De drie voorstellingen gaven de ‘’Kruisiging van Christus’’, de ‘’Kruisafname’’ en in de bovenste tondo een ‘’piëta’’  weer.
Het kerkgebouw werd opnieuw getroffen bij de stadsbrand van Aken in 1656 en tijdens de aardbeving van 18 september 1692. Na de aardbeving leidde Laurenz Mefferdatis de herstelwerkzaamheden aan de gewelven. In dezelfde periode werd het in 1687 gestichte barokke nevengebouw door Mefferdatis tot een Loretokapel verbouwd. Deze Loretokapel, die zich bevond in de hoek tussen het koor en de oostelijke kant van het zuidelijke zijschip, werd in 1894 weer afgebroken.
In 1732 bouwde Johann Joseph Couven twee vleugels aan en in 1739 een orgelgalerij, die in 1885 door een neogotische westelijke galerij werd vervangen. De graven in de kerk werden in 1786 verwijderd en voor de kloosterbroeders en de weldoeners van de kerk werd een aparte dodenkelder ingericht

## Klooster
Met de bezetting van Aken door de Fransen vanaf 1794 werden alle kloosters in de stad per decreet van keizer Napoleon opgeheven. Voor het minorietenklooster gold het jaar 1802 als opheffingsdatum. De Fransen lieten in het refectorium van het minorietenklooster hun gewonde soldaten verzorgen en de kruisgang werd als stal gebruikt voor hun paarden. De overige kloostergebouwen werden als gevangenis in gebruik genomen. Na de aftocht van de Fransen vestigde men er in 1820 tevens het gerecht. Vervolgens werden er (vanaf 1874) overheidsdiensten en (vanaf 1902) scholen voor beroepsonderwijs ondergebracht.
De voormalige kloostergebouwen werden in juli 1943 verwoest en niet weer opgebouwd. Sindsdien bevindt zich op het terrein een parkeergelegenheid.

## Parochiekerk
Dankzij het feit dat de Sint-Nicolaaskerk in het kader van de secularisatie in 1802 als parochiekerk werd aangewezen, werd het  gebouw niet afgebroken of aan de eredienst onttrokken. De kostbare altaarschilderijen werden aanvankelijk door de Fransen uit de kerk geroofd en kwamen in het Louvre te Parijs terecht. Met het einde van de Franse bezetting keerden in 1815 echter ook  de schilderijen weer terug.
In de tweede helft van de 19e eeuw vonden nog een aantal bouwmaatregelen plaats. Na de orkaan van 12 maart 1876 moest het dak van de kerk worden vernieuwd. Naar het ontwerp van Eduart Linse volgde in 1877 de vernieuwing van de zuidelijke en westelijke kant. En tot slot werden in de jaren 1894-1896 de vervallen sacristie en de zuidelijke kruisgangsvleugel vervangen door nieuwbouw. Bovendien kreeg de kerk de dakruiter, zodat men het gebouw weer als een franciscaner kerk herkende.
Op de plaats waar in 1894 de Loretokapel werd afgebroken werd aan de muur van de kerk een groot calvarie-reliëf van Lambert Piedboeuf geplaatst. De kunstenaar liet zich bij de gezichten van de personen door verwanten inspireren. De zuidelijke ingang wordt versierd door het neogotische reliëf van  Gottfried Götting met een voorstelling uit het leven van de heilige Nicolaas.
Tijdens de Tweede Wereldoorlog raakte ook de Sint-Nicolaaskerk ernstig beschadigd. Gelukkig werden tevoren de waardevolle altaarschilderijen uit voorzorg uit de kerk gehaald. Het gebouw werd tot op de muren verwoest, ook het maaswerk van de ramen was beschadigd maar daarentegen bleven net als de traveeën van het oostelijke zijschip de barokke inrichting overwegend intact.
Na de oorlog werd de kerk weer in oorspronkelijke staat hersteld en op 1 juli 1951 vrijgegeven voor de eredienst. Het herstellen van de schade duurde evenwel nog tot 1964.
Tijdens de wederopbouw werden er in het kerkschip meerdere monumentale muurschilderingen aangebracht. De restauratie werd afgesloten met de installatie van een Klais-orgel in het jaar 1963, dat afkomstig was uit de rijksabdij Cornelimunster. Dit orgel is het op een na oudste orgel van Aken.

## Citykerk
In 1967 leidde een parochiële reorganisatie ertoe dat de Sint-Nicolaaskerk de status van zelfstandige parochiekerk verloor. De parochie fuseerde met de Sint-Foillanparochie, zodat de Nicolaaskerk weer kon worden overgedragen aan de franciscaner orde. Wegens het dalende aantal broeders bij de orde en de wens om een oecumenische plaats van ontmoeting en bezinning te creëren in Aken, veranderde in 2002 de functie van de kerk opnieuw met de omvorming van het gebouw tot een zogenaamde Citykerk.
Sindsdien werken de katholieke kerk en de protestantse kerk gebroederlijk samen in de vorm van een op 4 juli 2001 opgerichte vereniging. Deze vereniging zorgt voor een ruim aanbod aan sociaal-diaconale activiteiten in de binnenstad, gezamenlijke vieringen en oecumenische manifestaties.  Daarnaast wordt het gebouw ter beschikking gesteld voor het organiseren van culturele evenementen.
De brand tijdens de jaarwisseling van 2010 naar 2011 zorgde voor een nieuwe ramp in de geschiedenis van het gebouw. Meerdere vuurpijlen sloegen door een raam in het koor naar binnen en veroorzaakten een brand met als gevolg meerdere miljoenen euro’s aan schade. Naast het hoogaltaar werden een groot deel van de gewelven en de oostelijke kant van de kerk getroffen. Het bluswater richtte grote schade aan het orgel en het hoofdschip aan.
Intussen is het hoofdschip weer gerestaureerd. Het koor blijft daarentegen nog jaren door een wand gescheiden van het kerkschip. Hoe het hoogaltaar wordt hersteld en het koor wordt ingekleed is nog niet bekend. Besloten is wel om het orgel na de restauratie over te dragen aan de parochie Sint-Foillan.